# Xbox Live Arcade
Le Xbox Live Arcade ou XBLA est une section du Xbox Network qui propose des jeux et mini-jeux à télécharger directement sur la Xbox 360 et la Xbox One. Tous ces jeux sont payants (sauf quelques exceptions), de même que les packs les accompagnant.

## Histoire

### Xbox
Le Xbox Live Arcade a été officiellement annoncé le 12 mai 2004, à la conférence de presse de l'E3 de Microsoft par Bill Gates et lancé le 3 décembre 2004 sur Xbox.  Le logiciel distribué sur disque était obtenu en le commandant sur le site de Microsoft, distribué avec des numéros spéciaux du magazine officiel Xbox et dans le pack console Forza Motorsport ou dans des kits de connexion et d'abonnement au Xbox Live. Le service a été lancé avec six titres et a élargi sa bibliothèque de douze titres d'ici la fin de l'année 2004. Une fois connecté au Xbox Live, les clients pouvaient acheter des titres en utilisant une carte de crédit ou télécharger une version d'essai limitée. Les prix des jeux varient de 4,99 $ à 14,99 $. Le Xbox Live de la 1re Xbox est fermé depuis 2010.

### Xbox 360
Le 22 novembre 2005, XBLA a été lancé sur la Xbox 360. Le service a été intégré directement dans l'interface utilisateur et les disques durs de la console ont été livrés avec une copie gratuite du jeu Hexic HD. Chaque titre prend en charge les classements, compte 200 points de succès et un clip en 720p. Ils ont aussi une version d'essai disponible en téléchargement gratuit. Plusieurs nouvelles fonctionnalités et améliorations ont été apportées par les mises à jour logicielles, notamment un classement des amis, des options de tri supplémentaires, l'énumération rapide des jeux d'une qualité moindre et jamais contestés par la arbres deracinés, une fonction de téléchargement automatique pour les jeux d'essai et l'option «Parrainer un ami». La limite de taille originale imposée par Microsoft pour les jeux Xbox Live Arcade était de 50 Mo, afin de s'assurer que tout jeu téléchargé pourrait tenir sur une unité de mémoire de la console (64 Mo). La limite a depuis augmenté à 150 Mo, 350 Mo, et maintenant 2 Go, dont le dernier est une limitation technique du système (plutôt qu'une limite arbitraire imposée par Microsoft).
Le 10 mars 2006, trois millions de téléchargements ont été effectués sur le service et le 6 mars 2007, ce nombre était passé à 25 millions. Près de 70 % des possesseurs de Xbox 360 connectés au Xbox Live ont téléchargé un titre Arcade. Les jeux originaux reçoivent généralement 350.000 téléchargements le premier mois. Les titres ont un rendement financier de 156 % en moyenne sur douze mois avec les deux premiers mois de chiffre d'affaires qui représente seulement 35 % du volume total.
Le 19 septembre 2007, Microsoft a annoncé les dix meilleurs téléchargements d'arcade à travers le monde : Aegis Wing, Uno, Texas Hold 'Em, Geometry Wars: Retro Evolved, Bankshot Billiards 2, Street Fighter II': Hyper Fighting, Teenage Mutant Hero Turtles, Worms, Castlevania: Symphony of the Night et Contra.

### Xbox One
Avec la Xbox One, Microsoft a décidé de renoncer à placer différents types de jeux sur différentes catégories. À ce titre, Microsoft laisse ainsi tomber le "Live Arcade" pour tous les types de jeux ensemble.

## Enlèvement des jeux
En mai 2008, Microsoft a annoncé que les jeux de plus de six mois seraient mis sur une liste de suppression s'ils avaient un score Metacritic inférieur à 65. L'objectif était de « se concentrer sur un catalogue plus grand, des jeux plus immersifs et de rendre disponible plus facilement les jeux que vous cherchez ». Toutefois, Microsoft n'a jamais retiré un jeu utilisant cette méthode.

## Liste de jeux disponibles
- 1942: Joint Strike
- Aces of the Galaxy
- After Burner Climax
- Alan Wake's American Nightmare
- Alien Hominid HD
- Altered Beast
- Asteroids
- Banjo-Kazooie
- Banjo-Tooie
- Braid
- Castlevania: Symphony of the Night
- Contra
- Daytona USA
- Defender
- Dig Dug
- Doom
- Doom II
- Duke Nukem 3D
- Duke Nukem Manhattan Project
- Earthworm Jim HD
- Ecco the Dolphin
- Every Extend Extra Extreme
- Exit
- Exit 2
- Fez
- Galaga
- Geometry Wars
- Golden Axe
- Gotham City Impostors
- Gunstar Heroes
- Gyruss
- Hard Corps: Uprising
- Hexic HD
- I Am Alive
- Ikaruga
- Joust
- Limbo
- Mad Tracks
- Magic the Gathering
- Marathon 2: Durandal
- Marvel vs. Capcom 2
- Max Payne
- Max Payne 2: The Fall of Max Payne
- Metal Slug 3
- Metal Slug XX
- Minecraft
- Ms. Pac-Man
- Out Run
- Peggle
- Pinball FX
- Plantes contre Zombies
- Robotron: 2084
- Scott Pilgrim Vs. The World : The Game
- Scramble
- Shinobi
- Small Arms
- Sonic and Knuckles
- Sonic CD
- Sonic The Hedgehog
- Sonic the Hedgehog 2
- Sonic the Hedgehog 3
- Space Invaders Extreme
- Space Giraffe
- Street Fighter II': Hyper Fighting
- Streets of Rage 2
- Super Meat Boy
- Super Puzzle Fighter II Turbo HD Remix
- The Walking Dead
- Trigger Heart Exelica
- Ultimate Mortal Kombat 3
- Wolfenstein 3D
- Worms HD